# Skip Williams
Ralph Williams, känd som Skip Williams, är en amerikansk speldesigner. Han är mest känd som medskapare av tredje utgåvan av rollspelet Dungeons & Dragons och som "The Sage" i kolumnen "Sage Advice" i tidningen "Dragon Magazine".

## Karriär
Williams började jobba för spelföretaget TSR 1976. Han jobbade även tidvis enbart som frilansare för TSR. 1984 började han som "The Sage" på TSR:s tidning "Dragon Magazine". Han arbetade som "The Sage" fram till 2004.
När Wizards of the Coast köpte TSR flyttade han med Wizards of the Coast från Wisconsin till Washington.
Han arbetade senare som "Senior Designer" med utvecklingen av tredje utgåvan av rollspelet Dungeons & Dragons.
2002 slutade han jobba på Wizards of the Coast och flyttade tillbaka till Wisconsin.
Williams har frilansat då och då för olika rollspelsföretag. År 2015 anlitades han för att skriva för Kickstarter-projektet "Dungeon of the Day" som drivs av spelföretaget Megaton Games.

## Familj
Ralph Williams är gift med Penny Williams som också arbetar inom spelindustrin och de bor i Wisconsin på en gammal bondgård.